# Atlantic City Hi-Rollers
Atlantic City Hi-Rollers fue un equipo de baloncesto que jugó 5 temporadas en la Continental Basketball Association y su predecesora, la EBA, haciéndolo bajo cinco denominaciones diferentes y en cuatro ciudades distintas. Tenían su última sede en la ciudad de Atlantic City, Nueva Jersey, y disputaban sus partidos en el West Side Complex.

## Historia
El equipo se fundó en Washington D. C. en 1977 bajo la denominación de Washington Metros, pero al año siguiente se trasladaron a la vecina Baltimore donde cambiaron su nombre por el de Baltimore Metros, aunque mediada la temporada un nuevo traslado los llevaría a Utica (Nueva York), donde se transformarían primero en los Mohawk Valley Thunderbirds y al año siguiente en los Utica Olympics. Finalmente en 1980 llegaron a Atlantic City, donde pasaron a denominarse los Atlantic City Hi-Rollers, desapareciendo el equipo en 1982.

## Temporadas
| Temporada | Liga | Denominación                                | G  | P  | %    | Pos. | Playoffs              |
| --------- | ---- | ------------------------------------------- | -- | -- | ---- | ---- | --------------------- |
| 1977-78   | EBA  | Washington Metros                           | 5  | 26 | 16,7 | 5º   | -                     |
| 1978-79   | CBA  | Baltimore Metros Mohawk Valley Thunderbirds | 16 | 15 | 51,6 | 4º   | -                     |
| 1979-80   | CBA  | Utica Olympics                              | 15 | 31 | 32,6 | 4º   | -                     |
| 1980-81   | CBA  | Atlantic City Hi Rollers                    | 22 | 18 | 55,0 | 2º   | Semifinal de división |
| 1981-82   | CBA  | Atlantic City Hi Rollers                    | 15 | 31 | 32,6 | 4º   | -                     |

## Jugadores célebres
- Bob Netolicky
- Trooper Washington
- Larry McNeill
- Kenny Higgs
- Anthony Roberts